# Peter Breitschmid
Peter Breitschmid (* 1953 in Zürich) ist ein Schweizer Rechtswissenschaftler.

## Leben
Er studierte Rechtswissenschaften an der Universität Zürich. Nach der Promotion 1982 und der  Habilitation für Privatrecht an der Universität St. Gallen im Jahr 2000 war er von 2002 bis 2019 Ordinarius für Privatrecht mit Schwerpunkt Zivilgesetzbuch an der Universität Zürich.

## Schriften (Auswahl)
- Formvorschriften im Testamentsrecht. De lege lata, rechtsvergleichend, de lege ferenda. Dargestellt insbesondere am Beispiel des eigenhändigen Testaments. Zürich 1982, ISBN 3-7255-2237-5.
- mit Cyril Hegnauer: Grundriss des Eherechts. Bern 2000, ISBN 3-7272-0925-9.
- mit Ingrid Jent-Sørensen, Hans Schmid und Miguel Sogo (Hg.): Tatsachen, Verfahren, Vollstreckung. Festschrift für Isaak Meier zum 65. Geburtstag. Zürich 2015, ISBN 3-7255-7090-6.
- mit Paul Eitel, Roland Fankhauser, Thomas Geiser und Alexandra Jungo: Erbrecht. Zürich 2016, ISBN 3-7255-7236-4.